# Turn Off the Light
«Turn Off the Light» (укр. «Вимкніть світло») — другий сингл канадсько-португальської співачки Неллі Фуртадо з альбому «Whoa, Nelly!». Випущений 14 серпня 2001 року лейблом DreamWorks.

## Відеокліп
Існує дві версії кліпу: «андерграунд» і звичайна. Продюсер звичайної — Софі Мюллер . Звичайна версія починається тим, що співачка сидить на пагорбу біля болота, у якому купаються люди. Коли вона почала співати, люди почали танцювати навколо неї. Пнред приспівом вона беруть її до себе, де вона з ними танцює. Під час другого куплету Неллі з'являється в храмі, де вона також танцює з людьми. Після другого приспіву Фуртаду сидить біля старих будинків, і, сидячи на стільці, співає. У кінці відео співачка з людьми їсть вермішель.
В «андерграунд» версії Неллі грає на гітарі у дерев'яному сараї. Поперемінно з'являються сцени, де вона ходить в окулярах по галявині. У кінці є сцени, де вона ходить босоніж по скелі.

## Списки композицій
Британський CD-сингл
1. «Turn Off the Light»
2. «Turn Off the Light» (Remix) (з Timbaland & Ms. Jade)
3. «I'm Like A Bird» (Acoustic version)
4. «Turn Off the Light» (Video)

Європейський CD-сингл
1. «Turn Off the Light» (Radio Edit) — 3:36
2. «Turn Off the Light» (Sunshine Reggae Mix) — 3:59
3. «I'm Like A Bird» (Acoustic Version) — 4:00
4. «Turn Off the Light» (Underground Video) — 3:38

Австралійський CD-сингл
1. «Turn Off the Light» (Radio Edit) — 3:36
2. «Turn Off the Light» (Sunshine Reggae Mix) — 4:02
3. «I'm Like A Bird» (Acoustic Version) — 3:50
4. «Turn Off the Light» (Underground Video) — 3:38

Американський 12" сингл A
1. «Turn Off the Light» (Richard Vission Astromatic Mix) — 7:17
2. «Turn Off the Light» (Dataluxe Mix) — 10:07
3. «Turn Off the Light» (Decibel's After Midnight Mix) — 7:00
4. «Turn Off the Light» (Junior's Earth Anthem Club Mix) — 10:20
5. «Turn Off the Light» (Album Acappella) — 4:33

Американський 12" сингл B
1. «Turn Off the Light» (Remix) [feat. Timbaland & Ms. Jade) — 4:40
2. «Turn Off the Light» (Yogie's Sunshine Reggae Mix) — 3:57
3. «Turn Off the Light» (Richard Vission Astromatic Mix) — 7:17
4. «Turn Off the Light» (Junior's Earth Anthem Club Mix) — 10:20
5. «Turn Off the Light» (Decibel's After Midnight Mix) — 7:00

Британський 12" сингл
1. «Turn Off the Light» (Remix) [feat. Timbaland & Ms. Jade]
2. «Turn Off the Light» (So Solid Crew Remix)
3. «Turn Off the Light» (Album Version)
4. «Turn Off the Light» (Sunshine Reggae Mix)

## Історія виходів
| Країна          | Дата виходу    |
| --------------- | -------------- |
| Канада          | 14 серпня 2001 |
| США             | 14 серпня 2001 |
| Велика Британія | 20 серпня 2001 |